# UFC 196
O UFC 196 foi um evento de artes marciais mistas que aconteceu em 5 de março de 2016 no MGM Grand Garden Arena em Las Vegas, Nevada.
O evento seria realizado em 6 de fevereiro de 2016, e teria como confronto principal a luta entre Fabricio Werdum e Cain Velasquez. No entanto, devido a lesão dos dois, o pay-per-view se tornou no UFC Fight Night: Hendricks vs. Thompson, realizado neste mesmo dia. Então, o UFC 197, que teria uma luta entre Rafael dos Anjos e Conor McGregor, virou o UFC 196.

## Background
O evento teria como luta principal a revanche pelo Cinturão Peso Pesado do UFC entre o campeão Fabrício Werdum e o desafiante e ex-campeão Cain Velasquez.
Porém em 24 de janeiro de 2016 o presidente do UFC, Dana White, anunciou que Cain Velasquez está fora da disputa pelo cinturão dos pesados. O norte-americano será substituído por Stipe Miocic, que enfrentaria o brasileiro Fabrício Werdum no UFC 196, dia 6 de fevereiro, em Las Vegas (EUA). 
No dia seguinte Fabrício Werdum, também anuncia lesão e está fora do card. 
O UFC anunciou, no dia 26, que Johny Hendricks x Stephen Thompson será a nova luta principal do UFC 196. Contudo, o evento deixou de ser um pay-per-view e será transmitido pelo canal Fox Sports 1, na TV fechada americana. 
Após Fabrício Werdum sentir seus ombros, e abandonar a luta do UFC 196, o evento ficou sem disputa de cinturão e passou a ser UFC Fight Night, deixando como 196 a superluta entre: Rafael dos Anjos x Conor McGregor 
O novo UFC 196, então, receberia a superluta entre o atual Campeão Peso Leve Rafael dos Anjos e o atual Campeão Peso Pena Conor McGregor na disputa pelo  Cinturão Peso Leve do UFC , mas o brasileiro se machucou dias antes da luta , não tendo condições de se manter no evento. O Co Main Event será a disputa do Cinturão Peso Galo Feminino do UFC entre a atual campeã Holly Holm e a desafiante Miesha Tate..

## Card oficial
Nota 2 Pelo Cinturão Peso Galo Feminino do UFC.

## Bônus da Noite
Os lutadores receberam $50.000 de bônus
- Luta da Noite:  Conor McGregor vs.   Nate Diaz
- Performance da Noite:  Nate Diaz e  Miesha Tate

## Ligações Externas
1. ↑  Nota 2